# Olon
Olon (en rus: Олон) és un poble del krai de Primórie, a l'Extrem Orient de Rússia, que en el cens del 2010 tenia 38 habitants.